# Mīrānpur Katra
Mīrānpur Katra är en ort i Indien.   Den ligger i distriktet Shāhjahānpur och delstaten Uttar Pradesh, i den norra delen av landet, 250 km öster om huvudstaden New Delhi. Mīrānpur Katra ligger 162 meter över havet och antalet invånare är 29 626.
Terrängen runt Mīrānpur Katra är mycket platt. Runt Mīrānpur Katra är det tätbefolkat, med 591 invånare per kvadratkilometer. Närmaste större samhälle är Tilhar, 10,1 km sydost om Mīrānpur Katra. Trakten runt Mīrānpur Katra består till största delen av jordbruksmark.